# Spiritus Paraclitus
Spiritus Paraclitus è la più lunga enciclica di papa Benedetto XV.
Fu scritta in occasione del quindicesimo centenario della morte di san Girolamo, pubblicata il 15 settembre 1920, e dedicata al tema degli studi biblici. La ragione della pubblicazione di tale enciclica da parte di Benedetto XV è da ricercare nel dibattito sulla teoria dell'evoluzione di Darwin, e nella preoccupazione che l'abbandono degli eccessi della lotta anti-modernista potesse essere interpretato come una sua accettazione del Modernismo. L'accento sullo studio della Bibbia in quanto tale, e non più solo dei Vangeli, può invece essere visto come risposta all'antica accusa di matrice protestante riguardo al non rendere disponibile la Bibbia alla gente. 
Il tema degli studi biblici era già stata trattato dall'enciclica Providentissimus Deus di papa Leone XIII e sarà ripreso, con diverse novità, dall'enciclica Divino afflante Spiritu di papa Pio XII. Ancor più di Leone XIII, Benedetto XV insiste sulla veridicità storica della Bibbia. La Spiritus Paraclitus propugna infatti un'esegesi tradizionale, basata sul metodo di san Girolamo, e ribadisce la divina ispirazione e l'immunità da ogni errore delle Scritture. Viene condannata la teoria delle "apparenze storiche", difesa anche da padre Marie-Joseph Lagrange, il fondatore dell'École biblique et archéologique française de Jérusalem.  L'enciclica ripete il consiglio di san Girolamo di «non fermarsi al puro senso letterale, ma di penetrare più a fondo, per scorgervi il senso divino» e aggiunge che «bisogna innanzitutto cercare nella Scrittura il nutrimento che alimenti la nostra vita spirituale e la faccia procedere sulla via della perfezione».